# Albin Kohn
Albin Kohn (ur. 18 października 1820 w Bydgoszczy, zm. 2 grudnia 1880 w Poznaniu) – polski literat, tłumacz.

## Życiorys
Urodził się 18 października 1820 w Bydgoszczy i był synem ubogiego kapelusznika. Kształcił się w seminarium nauczycielskim w Paradyżu, które ukończył w 1839 i podjął pracę jako nauczyciel elementarny.
Walczył w powstaniu wielkopolskim i brał udział w bitwie pod Raszkowem. Trafił do więzienia w Kostrzyniu. Po zwolnieniu z więzienia pracował jako oficjalista przy gospodarstwie rolniczym.
W 1856 przeniósł się do królestwa Polskiego i rozpoczął pracę literacką. Pisane teksty umieszczał w prasie rolniczej i zamieszkał w Warszawie. Odbył podróże do Niemiec i Holandii celem poznania gospodarowania rolniczego.
Uczestnik powstania styczniowego i zesłaniec na Syberię. W czasie pobytu na Syberii prowadził obserwacje z zakresu geografii, etnografii, językoznawstwa. W 1870 powrócił z zesłania i zamieszkał w Poznaniu. Pisał nie tylko artykuły agronomiczne ale również opisywał swoje spostrzeżenia z pobytu na Syberii. Opublikował w języku niemieckim opis Mongolii pułkownika Przewalskiego. Był członkiem Towarzystwa archeologicznego w Moskwie, Museum fur Volkernkunde w Lipsku i Muzeum Przedhistorycznego i etnograficznego w Rzymie. Prace swoje zamieszczał w polskiej prasie: "Ziemianin", "Rolnik", "Ruch społeczno-ekonomiczny", "Sobótka", "Tygodnik Wielkopolski", "Gazeta Wielkopolska", "Ognisko", "Miesięcznik", Towarzstwa Galicyjskiego ochrony zwierząt "Gazetę" i "Tygodnik Rolniczy", "Gazetę Polską" i "Warszawską", "Echo", a także "Encyklopedię Rolniczą". Wśród prasy niemieckojęzycznej były: "Mittheilungen", "Globus", "Aus allen Welttheilen", "Posener Zeitung", "Bromberg Zeitung", "Ausland", "Der Grenzbote", "Allgemeine Augsburger Zeitung".
Zmarł 2 grudnia 1880 w Szpitalu Sióstr miłosierdzia w Poznaniu.

## Publikacje
- "Sibirien und das Amurgebiet"; Lipsk 1876,
- "Materialen zur Vorgeschichte des Menschen im ostlichen Europa, nach polnischen und Russischen Quellen"; Jena 1879 dwa tomy,
- "Obrazek z przeszłości człowieka w W. Ks. Poznańskiem"

- tłumaczenie na język niemiecki "Drogi handlowe greckie i rzymski, poprzez porzecza Odry, Dniepru i Niemna do wybrzeży morza Bałtyckiego" Jana Nepomucena Sadowskiego.